# 부여시선
부여시선(扶餘時善, 생몰년 미상) 또는 여시선(余時善)은 백제의 왕족 출신 일본인으로 혜왕의 후손으로, 일본에 정착하였다. 백제계 일본 도래인으로 일본 여씨(余氏)의 시조이며, 백제조신(百濟朝臣) 가문의 선조이다.

## 생애
백제계 일본 도래인으로 일본 여씨의 시조이다. 후손으로 일본 헤이안 시대에 귀족 출신 화가, 작가인 구다라노 가나와리(百済河成, 본명 여하성, 782 ~ 853)가 있다. 속일본후기 조와 7년 6월 22일조에 의하면 여하성(余河成)은 본래의 성은 여씨였으나, 840년 6월 22일 조와 천황에게서 백제조신의 성을 하사받고 백제조신 가문의 시조가 되었다.

## 같이 보기
- 구다라노 가나와리
- 혜왕
- 법왕

## 참조
1. ↑  日本史広辞典編集委員会,『日本史人物辞典』(日本史広辞典編集委員会, 2000) pp. 317
2. ↑  『続日本後紀』承和7年（840年）6月22日条。